# Одностатеві шлюби в США
Одностатеві шлюби в США були легалізовані, після того як 26 червня 2015 року Верховний суд США ухвалив рішення у справі Обергефелл проти Ходжеса. Згідно з рішенням, постановили, що заборона в реєстрації шлюбів одностатевих пар та відмова у визнанні подібних шлюбів, прийнятих в інших юрисдикціях, порушує положення Чотирнадцятої Поправки до Конституції Сполучених Штатів.
13 грудня 2022 року Джозеф Байден як президент США підписав указ про легалізацію одностатевих шлюбів на федеральному рівні.

## Історія
У той час як Громадянські Рухи порушували це питання з 1970-х, справжньої актуальності справа набула аж у 1993, щойно Гавайський Верховний суд визнав заборону антиконституційною у справі трьох одностатевих пар. За період 2003—2015 років, різні нижчі судові рішення, законодавства окремих штатів, а також суспільні референдуми у певній мірі легалізували одностатеві шлюби у 35 штатах з 50.
Поки одностатеві шлюби були національно визнані, позитивна суспільна думка щодо схвалення цього рішення виросла майже до 60 %, відповідно до опитувань, проведених Уолл-стріт джорнел та Сі-Ен-Ен.